# خليوي (اسم)
خليوي هو اسم علم مذكر من أصل عربي، ومعناه هو من يحب الخلوة في حياته، وهو اسم مصغرمقتبس من «الخلوة».

## وصلات خارجية
- موسوعة السلطان قابوس لأسماء العرب نسخة محفوظة 5 أبريل 2019 على موقع واي باك مشين.